# Merulaxis ater
Merulaxis ater là một loài chim trong họ Rhinocryptidae.